# Lee Jung-soo
Dans ce nom coréen, le nom de famille, Lee, précède le nom personnel.
Lee Jung-soo, né le 21 août 1980 à Gimhae, est un footballeur international sud-coréen. Il évolue au poste de défenseur.

## Palmarès
- Suwon Samsung Bluewings
  - Champion de Corée du Sud en 2008
  - Vainqueur de la Coupe de Corée du Sud en 2008

- Al-Sadd
  - Vainqueur de la Ligue des champions de l'AFC 2011
  - Troisième de la Coupe du monde des clubs en 2011
  - Vainqueur du Championnat du Qatar en 2013
  - Finaliste de la Coupe Crown Prince de Qatar en 2013
  - Finaliste de la Coupe du Qatar en 2013